# Motor V10
El motor V10 es un motor de combustión interna con diez cilindros dispuestos en dos filas de cinco cilindros cada una.

## Mecánica

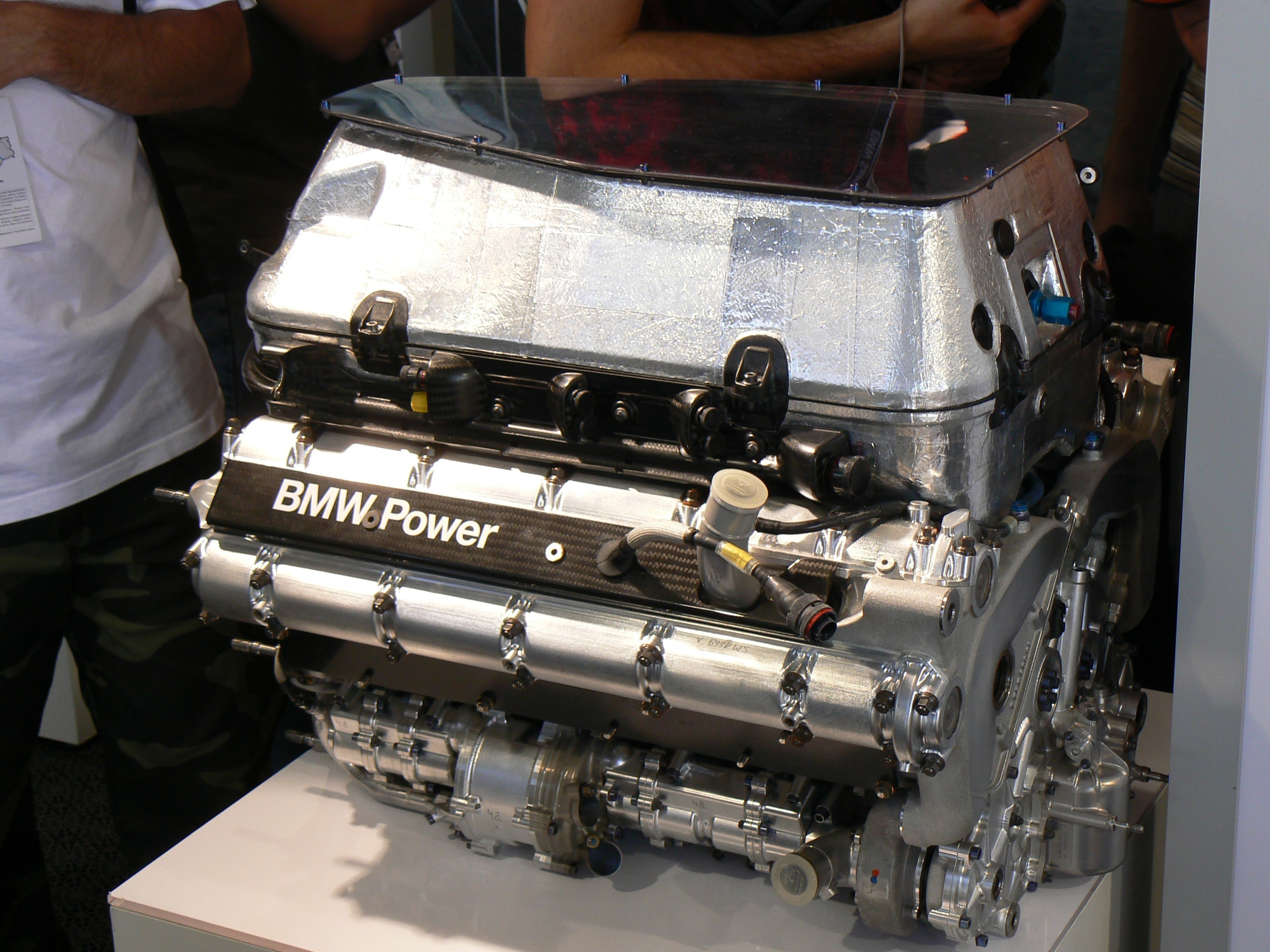
Motor V10 de un coche de Fórmula 1 de BMW.

Las dos filas de cinco cilindros del V10 tienen normalmente una abertura de 60° a 90° entre las dos filas. Cada fila es un bloque de cinco cilindros en línea cada una, con una configuración que se caracteriza por su funcionamiento sin vibraciones, por lo que no necesita árboles contrarrotantes de equilibrado. Por lo tanto, este se caracteriza por su mayor fineza de funcionamiento debido a que las explosiones de los cilindros se hacen en intervalos de tiempo menores, produciéndose una por cada 72° de giro del cigüeñal en el caso de un ciclo de cuatro tiempos, lo que también posibilita el funcionamiento del motor a pocas revoluciones, con menos de 1500 rpm sin vibraciones ni tendencia a calarse.[cita requerida]

## Usos
Han sido usados principalmente en automóviles deportivos y camionetas de gran tamaño, pudiendo ser usados también en camiones pesados. También han sido usados en la Fórmula 1 desde 1989 hasta 2005, cuando el reglamento pasó a permitir solamente el uso de motores V8. Durante ese período, demostraron ser la configuración ideal y, en los últimos años en los que se permitió su uso, fueron la opción elegida por prácticamente todas las escuderías.[cita requerida]